# Бархатница персефона
Бархатница персефона (Chazara persephone) — дневная бабочка представитель рода Chazara в составе семейства бархатниц.

## Этимология названия
Персефона (Кора) (греческая мифология) — дочь Деметры и Зевса, украденная Аидом и ставшая его женой в царстве мёртвых.

## Описание
Длина переднего крыла 24—35 мм. Размах крыльев 45—60 мм. Фон крыльев самца темно-бурый, к корню крыла плавно светлеющий до пепельно-коричневого. На верхней стороне передних крыльев имеется неполная перевязь из светлых (белых или рыжеватых) пятен. Пятна в ячейке M2-M3 нет. Между костальным краем и апексным пятном имеется светлый мазок. Округлые черные пятна на перевязи без «глазков». На нижней стороне передних крыльев «глазки» также слепые, крупные. На нижней стороне задних крыльев жилки осветленные. Самка крупнее и обычно окрашена светлее самца, все элементы рисунка на ее крыльях обширнее. Встречаются бабочки, преимущественно самки, перевязи которых окрашены в золотисто-охристый, а не в желтовато-белый цвет.

## Ареал и местообитание
Юго-восток Европейской части России, Крым, Кавказ, Закавказье, Иран, Казахстан, юг Западной Сибири к востоку до Алтая. В европейской части России распространена в степях Нижнего, Среднего Поволжья и Южного Урала. Северная граница ареала в России проходит по Пензенской и Самарской областям, Башкирии.
Бабочки населяют сухие злаково-полынные, иногда каменистые степи, меловые обнажения в степях, солончаковые и другие полупустыни, в горах встречается на сухих остепененных склонах, осыпях и скальных обнажениях, редколесьях и светлых (часто хвойных) лесах до высотах 1800 м над ур. м. В Крыму изредка попадается на яйле. На севере ареала вид населяет боры и дубняки с преобладанием злаков в травяном ярусе. На Кавказе бабочки населяют горные каменистые степи с зарослями кустарников, а также песчаные барханы. В горах поднимается на высоты до 1000 м н.ум. на Большом Кавказе и до 1700 м н.у.м на Малом Кавказе и в Талыше.

## Биология
За год развивается в одном поколении. Время лёта с начала июля до конца сентября. Бабочки питаются нектаром как травянистых и кустарниковых растений. Самцы часто сидят на сухих участках проселочных дорог, голой почве, засоленных почвах, прогретых камнях. Самки прячутся в сухих злаковых зарослях и будучи потревоженными, резко взлетают и улетают на большое расстояние. Самки после спаривания откладывают яйца по одному на травянистую растительность или почву. Гусеницы кормятся различными злаками. Развитие идет медленно, и на первом — втором возрасте они зимуют. После зимовки гусеницы питаются до конца апреля — начала июня. На последнем возрасте активны только в ночное время. Кормовые растения гусениц: типчак, овсяница, ковыль перистый, ковыль. Окукливаются в земляной колыбельке.